# 小婆婆纳
小婆婆纳（学名：Veronica serpyllifolia），为車前草科婆婆纳属下的一个植物种。